# Calle de la Oliva
La calle de la Oliva es una calle de la ciudad española de Pontevedra situada en el centro de la ciudad, al sur del casco antiguo. Es una de las principales calles de Pontevedra y una de las más comerciales.

## Origen del nombre
La calle recibe el nombre de calle de la Oliva por la presencia de un olivo en el lugar donde se originó la calle.

## Historia
Tras ser designada capital de provincia en 1833, a mediados del siglo XIX Pontevedra mejoró sus comunicaciones por carretera con otras ciudades gallegas. Entre 1847 y 1851 se construyeron la calle de la Oliva y la actual Rosalía de Castro, cuya prolongación en forma de carretera unía la ciudad con Marín a través de Mollavao.
El proyecto de 1854 ya incluía el nombre tradicional de la calle de la Oliva. Los comerciantes no tardaron en instalarse en la calle y la calle de la Oliva pronto se convirtió en una calle comercial. Pocos años después de su apertura en la calle Michelena en 1856, la famosa joyería y relojería Suárez se trasladó a la esquina de la calle de la Oliva con la plaza de la Peregrina en 1861.
El 25 de julio de 1888, la calle de la Oliva se convirtió en la primera calle de Galicia (junto con la vecina calle Michelena) en disponer de alumbrado público, gracias a la instalación de arcos eléctricos y lámparas incandescentes. Esta primera red eléctrica gallega fue obra del marqués de Riestra, que construyó en la plaza de la Verdura la primera fábrica de electricidad del noroeste peninsular, y que en 1887 obtuvo la patente de un procedimiento para ajustar las dinamos.
Entre 1889 y 1890, la escritora Concepción Arenal vivió en el primer piso de la calle de la Oliva 27, donde organizaba periódicamente una tertulia que reunía a intelectuales.
En 1895, la calle se llamaba Elduayen y su trazado iba desde la plaza de la Peregrina hasta Mollavao. En 1901, la calle volvió a su nombre tradicional de Oliva.
En las primeras décadas del siglo XX, la calle albergaba conocidas imprentas, librerías y jugueterías: la librería Francisco Viñas en el número 6, la librería e imprenta Julio Antúnez al lado, y el bazar Melero en el número 13.
En 1915 se inició la construcción del nuevo edificio central de Correos, situado en la esquina de la calle de la Oliva con la calle García Camba, que finalizó en 1929.
En 1927, cuando el rey Alfonso XIII y la reina  Victoria Eugenia visitaron Pontevedra, la calle de la Oliva era ya una calle céntrica de la ciudad. En ella vivió durante muchos años Castelao.
En la década de 1940, la calle se convirtió en el principal lugar de paseo de la juventud pontevedresa. En los años 1950, la calle experimentó un importante desarrollo comercial y pasó a presentar una imagen urbana diferenciada.
En 1961 se inauguró el primer tramo de galerías comerciales de la calle Oliva y en 1965 se abrió un segundo tramo de galerías comerciales que unía la calle Oliva con la calle General Gutiérrez Mellado. Estas galerías comerciales, diseñadas por el arquitecto Enrique Barreiro para aglutinar a los distintos comerciantes y modernizar y revitalizar el comercio, tuvieron una gran importancia en la época.
En 1981, la calle Oliva sufrió su remodelación más completa y, el 23 de diciembre, se convirtió en la primera calle peatonal del centro de la ciudad.
En 2001, se renovó de nuevo el tramo peatonal de la calle y, en 2002, se colocó un olivo como el que dio nombre a la calle frente al edificio central de Correos.
En 2018, con la apertura de un supermercado Gadis de 1700 metros cuadrados en el número 27 de la calle donde vivió Concepción Arenal, se recuperó la fachada tradicional del edificio.

## Descripción
Es una calle situada en pleno centro de la ciudad, que tiene un recorrido recto de 175 metros y es esencialmente llana. Su anchura media es de 8 metros.
Se trata de una calle céntrica del primer ensanche de la ciudad, peatonalizada entre la plaza de la Peregrina, en el límite del centro histórico de Pontevedra, y la calle García Camba, con un único carril de circulación y dos aceras desde la calle García Camba hasta la calle Marqués de Riestra y la plaza de San José.
En ella confluyen varias calles, de norte a sur: Galerías de la Oliva, García Camba y Marqués de Riestra. Es una de las principales calles del centro de la ciudad, con numerosos comercios.

## Edificios destacados
Uno de los extremos de la calle de la Oliva coincide con la plaza de San José y, en la esquina entre la plaza y la calle, se encuentran los restos del pazo barroco de los Gago de Mendoza y Montenegro, que actualmente tiene dos plantas. Destacan sus almenas apuntadas en la parte superior, decoradas en el centro con estrellas de seis puntas inscritas en un círculo.
En plena calle Oliva, haciendo esquina con la calle García Camba, se encuentra el edificio central de Correos de la ciudad, sede de la jefatura provincial de Correos de Pontevedra. El edificio pertenece al estilo modernista imperante en los primeros años del siglo XX. La entrada principal tiene forma de esquina achaflanada con arcos sostenidos por columnas clásicas y escaleras de piedra que conducen a un vestíbulo elevado. La fachada está decorada con cantería geométrica, sobre todo en el nivel superior, con buhardillas y ventanas de líneas rectas en cada nivel. El nivel superior, sobre la entrada principal, está coronado por el escudo de piedra de la ciudad. En el interior, el edificio está construido en torno a un espacio central sobre un vestíbulo público, y destaca el uso de materiales como el cristal, la madera y el yeso, así como la bóveda de cristal policromado.
En la calle hay varias casas de piedra de finales del siglo XIX, como la del número 33, con planta baja de uso comercial y una o dos plantas de uso residencial, la primera con balcones y la segunda con galerías, patrón que se repitió en el siglo XIX en las calles del primer ensanche de la ciudad.
En el número 30 de la calle Oliva, en la esquina con la calle Marqués de Riestra, existe un edificio racionalista del arquitecto Emilio Salgado Urtiaga.

## Galería de imágenes

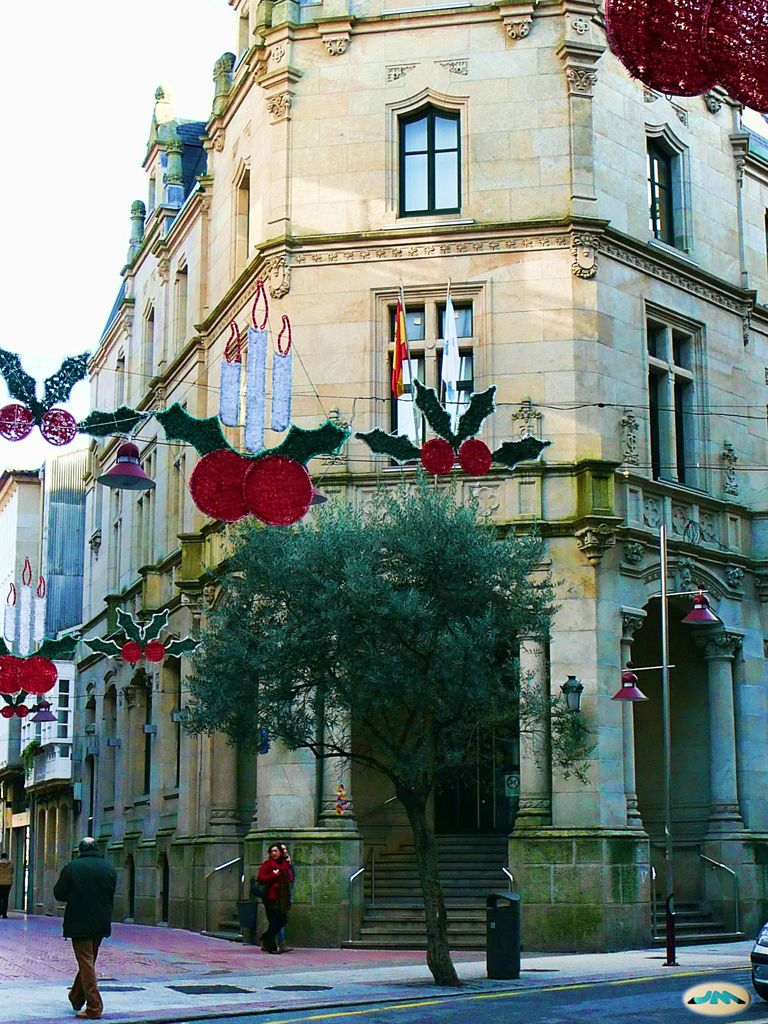
Olivo en la calle de la Oliva
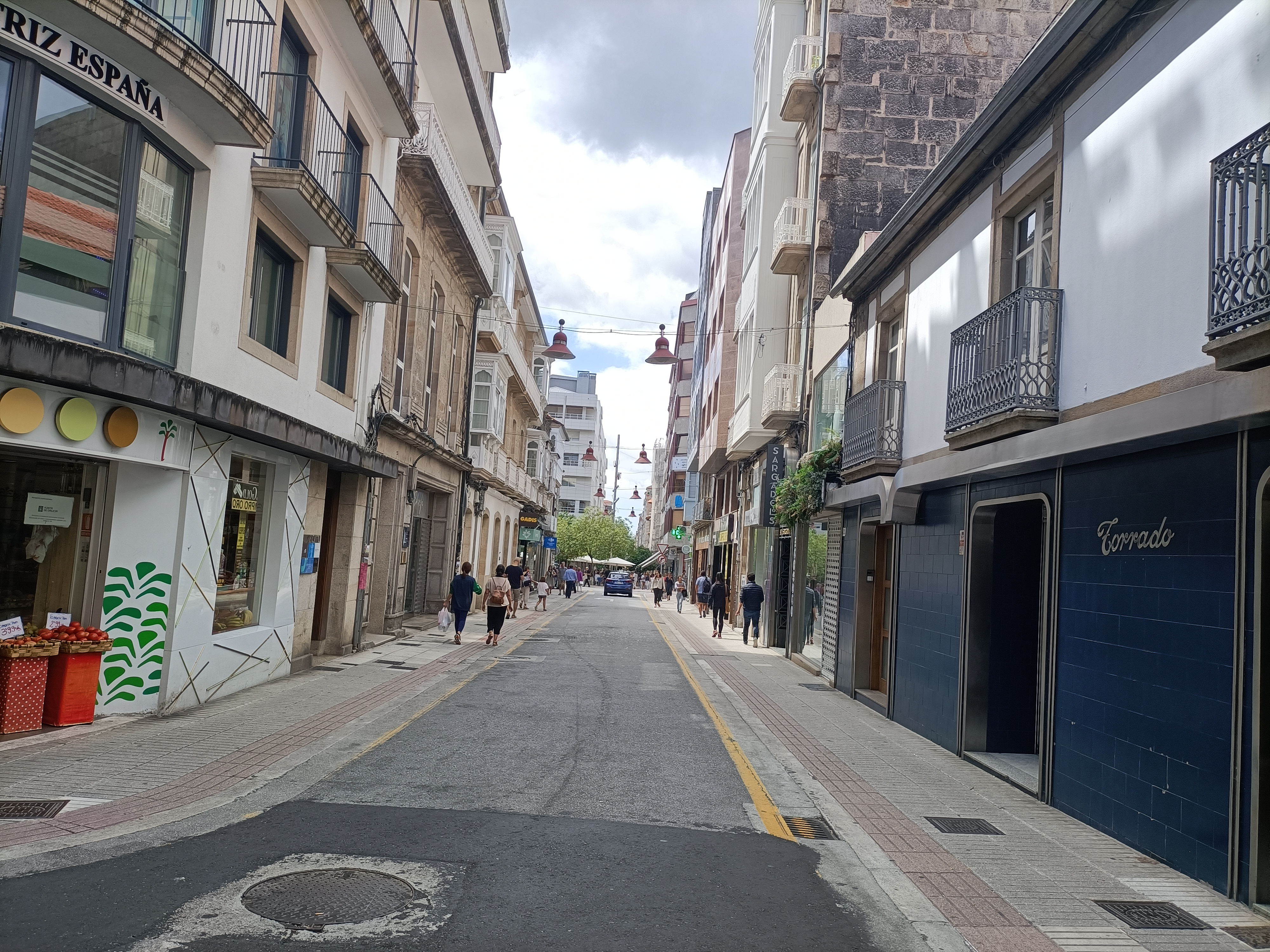
Calle de la Oliva en 2023
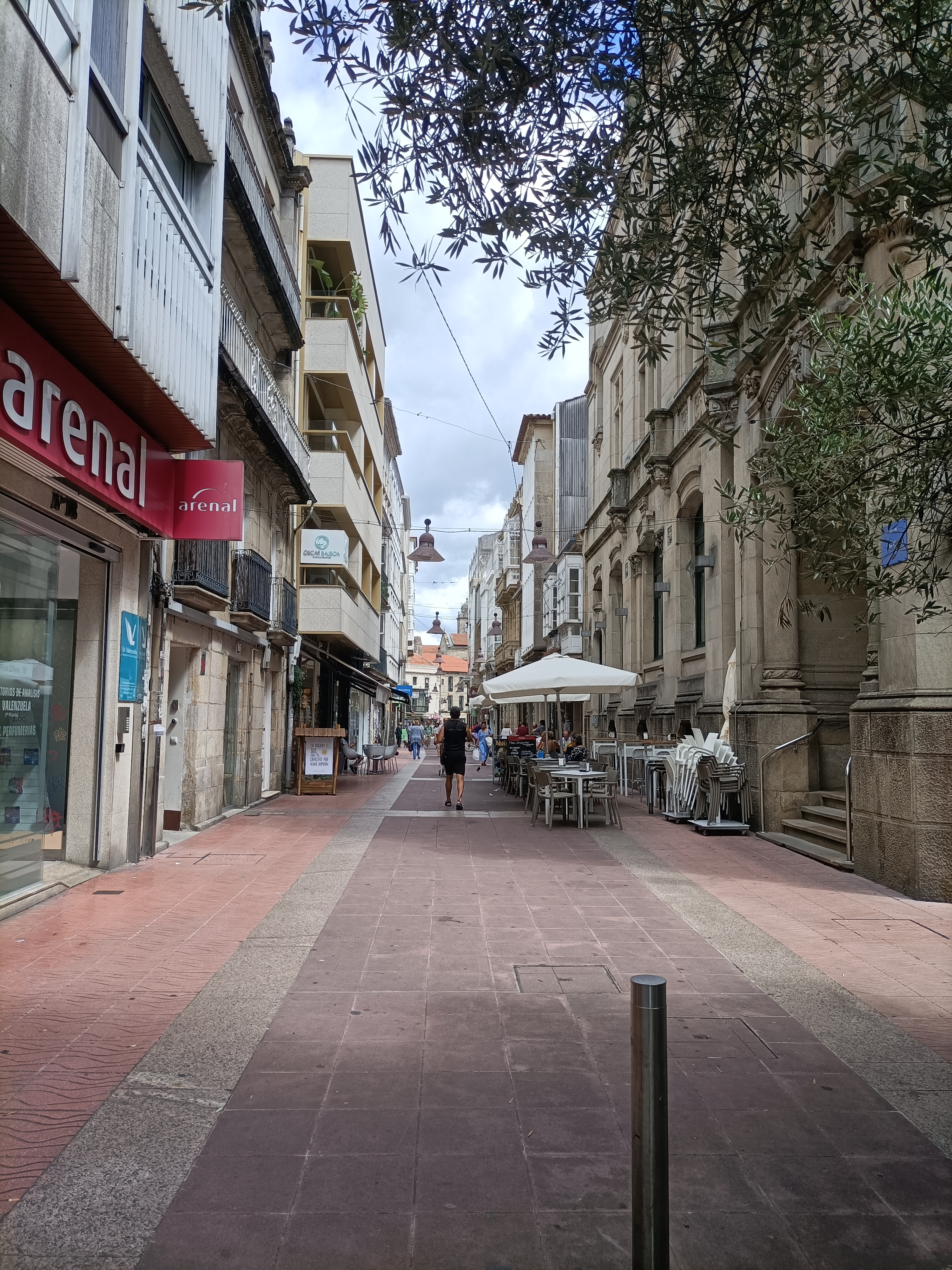
Tramo peatonal de la calle de la Oliva
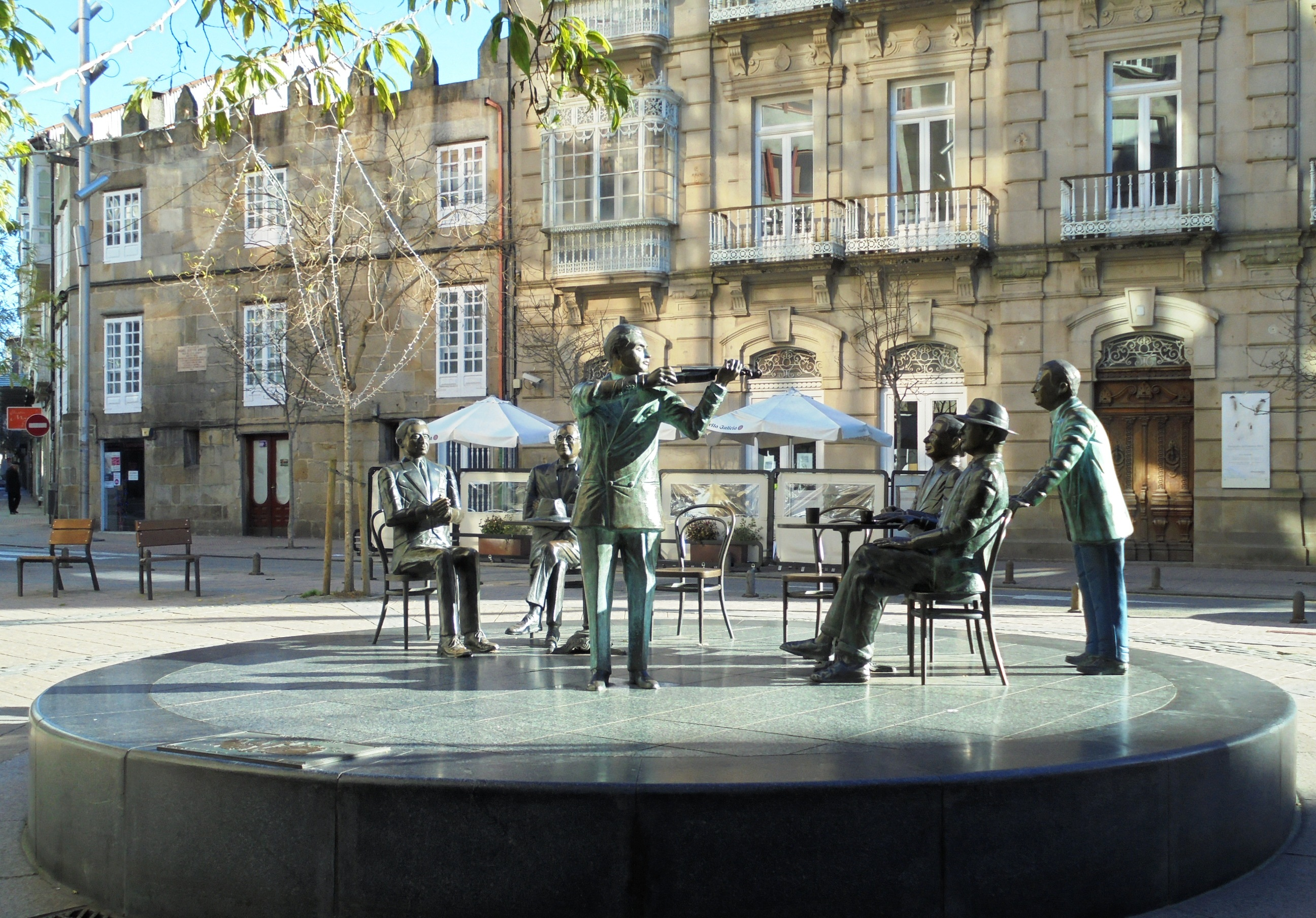
Restos del pazo almenado de los Gago de Mendoza en el fondo a la izquierda en la esquina con la calle Oliva
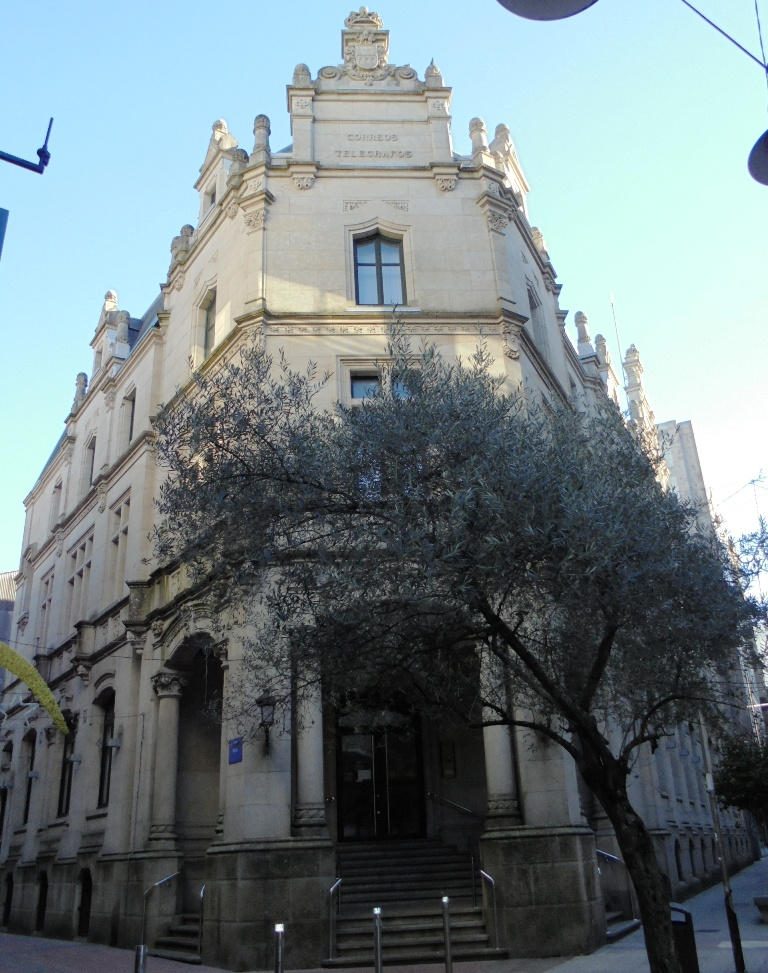
Edificio central de Correos en la calle con el olivo delante.